# Faris
Faris (in greco Φάρις?) è un ex comune della Grecia nella periferia del Peloponneso di 5.269 abitanti secondo i dati del censimento 2001.
È stato soppresso a seguito della riforma amministrativa detta piano Kallikratis in vigore dal gennaio 2011 ed è ora compreso nel comune di Sparta.